# Radio Royaal

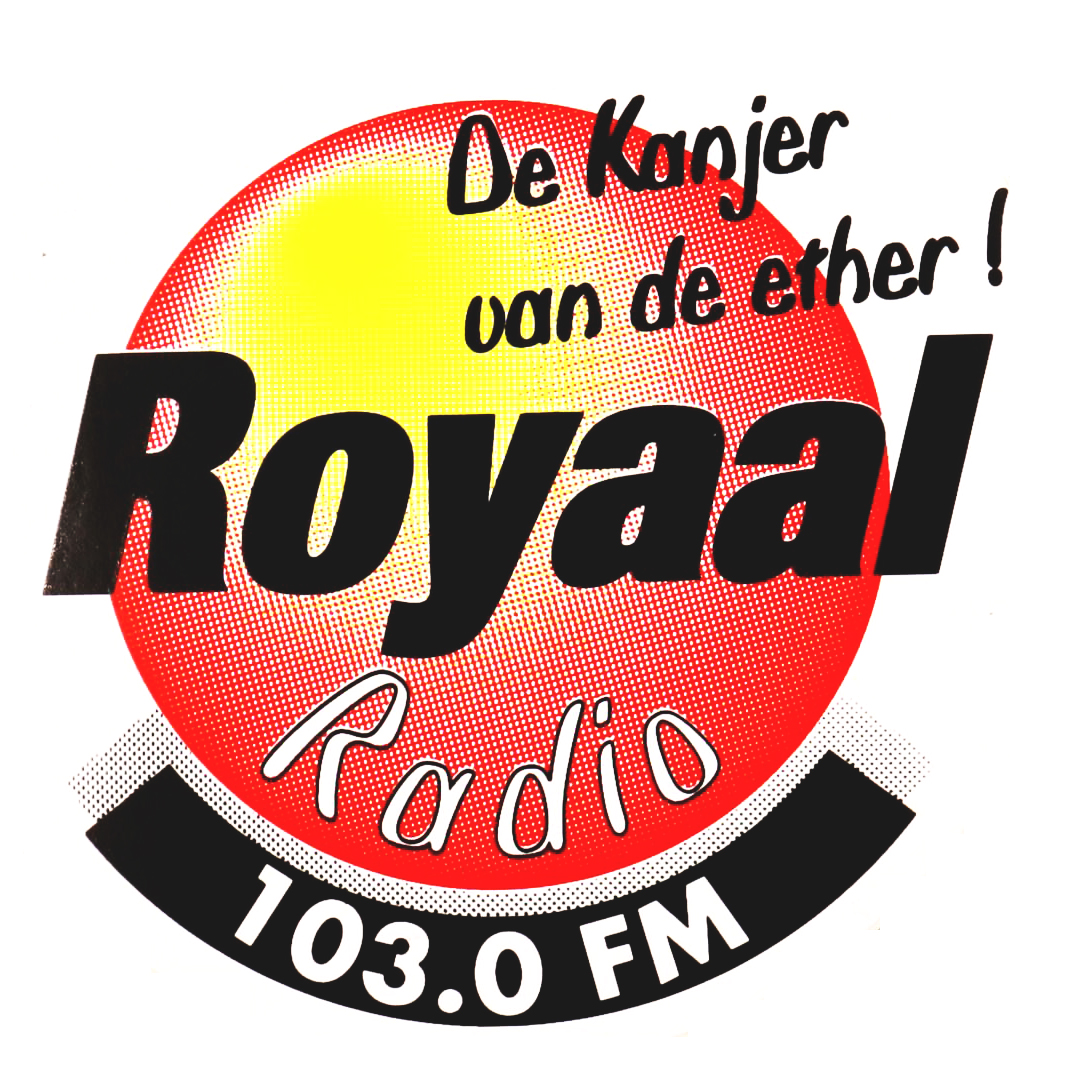
Het logo van Radio Royaal van 1994 tot 2002.

Radio Royaal (voorheen Radio Royaal Regionaal en later ook Royaal Radio) was een zeer populair radiostation in België en was van 1981 tot 2003 gevestigd in Hamont-Achel. Radio Royaal Regionaal heeft in Hamont-Achel zes studio adressen gehad. Vanaf 1 januari 2002 vestigde de radiozender zich in Valkenswaard. In 2004 in Helmond en vanaf 2010 in Best. Op 16 mei 2011 staakte Radio Royaal de uitzendingen en viel na bijna 30 jaar het doek voor Radio Royaal, die altijd op FM in de regio Zuidoost Brabant te ontvangen was.
Vanaf 2013 was de radiozender opnieuw te ontvangen op de FM, maar deze keer in Zuid-Holland. In 2016 stopte deze uitzendingen op de FM weer. In 2017 was Radio Royaal alleen nog te horen op internet. Begin 2019 keerde de zender terug op de FM in de Randstad. In oktober 2019 kondigde Radio Royaal opnieuw aan om alleen nog door te gaan als internetstation. Sinds 1 januari 2021 is Radio Royaal niet meer als internetstation te beluisteren. Aan Radio Royaal is na bijna 40 jaar definitief een einde gekomen.

## Geschiedenis

### 1981-2000
In juni 1981 kwam Jos van Weegberg (alias Guy Patrick en later Kees Molenaar) op het idee om een radiostation te beginnen. Toentertijd was hij nog een dj bij de Vrije Radio Omroep Budel (V.R.O.B.). Samen met zijn broer en zwager besprak Jos zijn plannen tijdens zijn vakantie in het Spaanse Pineda de Mar. In september 1981 werd een oude paardenstal vlak bij de Achelse Kluis in de Ruiterstraat in het Belgische Hamont-Achel de locatie voor de zender. In België werd destijds gedoogd vrije radio te maken. De broer van Jos had een studiootje in zijn huiskamer gebouwd waar de programma's op band werden opgenomen. De naam Radio Royaal Regionaal werd bedacht en een nieuw radiostation was geboren. Er werd uitgezonden op 101.2 FM. Radio Royaal Regionaal heeft in Hamont-Achel zes studio adressen gehad.
Nadat de Ruiterstaat als bandadres diende, werd het radiostation verhuisd naar een bouwkeet aan de Kievitstraat 47, waar deels de eerste live-uitzendingen en non-stop banden werden uitgezonden. De eerste complete dagprogamma's werden vooraf in Nederland opgenomen in drie verschillende studio's in Beek en Donk en Aarle-Rixtel. De banden werden in België ingestart en afgespeeld door de nieuwslezer die overdag dienst had. Later werd er besloten om de bouwkeet te verruilen voor de serre die aan het woonhuis van de Kievitstraat 47 zat. Toen de huur in de Kievitstraat te hoog werd, is de studio in september 1983 verhuisd naar de Stadswaag 32 in het centrum van Hamont. Toen de zender daar stoorde op de televisies van de bewoners uit de buurt, werd de zendinstallatie en antenne verplaatst naar een weiland bij een boer aan de grens van Nederland. De programma's aan de Stadswaag werden via een zelfgemaakte straalverbinding doorgezonden naar de hoofdzender. Uiteindelijk werd er verhuisd naar een garage van deze boer, de zendlocatie aan de Bosstraat, waar Radio Royaal Regionaal nog enkele maanden heeft gezeten (tegenover Belien Carrosserie). Radio Royaal Regionaal kreeg in 1983 een voorlopige erkenning en de door de Belgische overheid goedgekeurde FM-zender op 102.9 FM werd in 1983 in gebruik genomen.

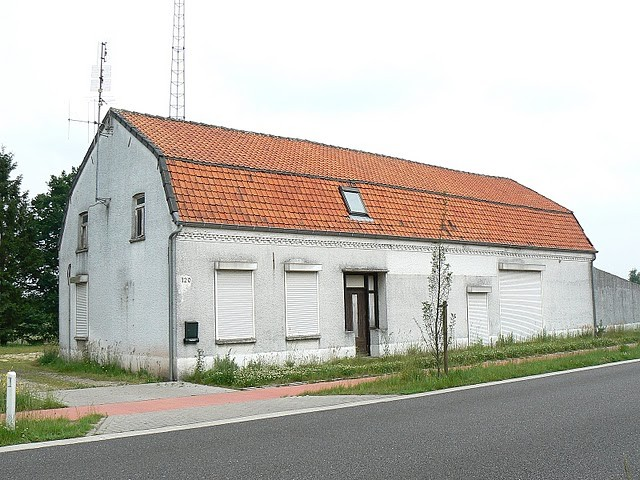
Het pand aan de Sint Odilialaan 120, inmiddels gesloopt.

In 1984 verhuisde Radio Royaal Regionaal naar de Kluizerdijk, het beruchte "kippenhok". Deze locatie lag op een steenworp afstand vanaf de grens met Nederland. Men ging 24 uur per dag en 7 dagen per week uitzenden en er kwam meer continuïteit in de dagprogrammering. Programma's werden opgenomen in diverse thuisstudio's. Royaal was in die tijd tot voorbij Den Bosch en Tilburg te ontvangen. In 1986 verhuisde het radiostation naar de Sint Odilialaan 120. Dit adres lag vlak bij de vorige locatie aan de Kluizerdijk. De studio werd verhuisd naar een kale boerderij die later helemaal verbouwd werd met een moderne radiostudio, opnamestudio, kantoren en een platenarchief. Radio Royaal Regionaal was toen te ontvangen op 102.9 FM in de stedendriehoek Eindhoven, Tilburg, 's-Hertogenbosch via de ether. Daarnaast werd Radio Royaal doorgegeven via de kabel in het pakket van UPC. Eind jaren '80 was de radiozender in de omgeving Zuidoost-Brabant populairder dan Hilversum 3 en Omroep Brabant. In 1991 werd de uitzendvergunning herzien en werd de vergunning met 10 jaar verlengd. Vanaf 1992 kreeg Radio Royaal Regionaal 105.1 FM aangewezen als nieuwe frequentie. Radio Royaal Regionaal ging vanaf 1994 uitzenden op de etherfrequentie 103.0 FM. In 1994 werd de naam Royaal Radio Regionaal veranderd in Royaal Radio met als slogan 'De Kanjer van de ether' op 103.0 FM. Ook de vormgeving, de jingles en het logo werden daarna aangepast.

### 2000-2011
Door het aflopen van de voorlopige zendvergunning in 2002, die in 1992 voor 10 jaar was uitgegeven, werd omstreeks 2001 al besloten om een bod uit te brengen op twee Nederlandse commerciële frequentie kavels 93.2 FM en 93.6 FM. Dat zou betekenen dat Royaal Radio zich in Nederland moest gaan vestigen. Royaal Radio moest noodgedwongen stoppen in Hamont-Achel omdat de frequentie 103,0 FM in 2002 vergeven zou worden aan Hit FM. Via de beheerraad van Radio Royaal werd ondertussen wel de 105.1 FM in het Belgische Kinrooi geopteerd. Uiteindelijk, net een half jaar voordat Royaal Radio haar activiteiten in België moest staken op de 103.0 FM, kon Royaal Radio in Nederland beginnen en verhuisde de studio in 2002 naar de Dukaathof 3 in Valkenswaard. Royaal Radio werd weer Radio Royaal en kreeg de nieuwe slogan 'De Leukste oldie's en het beste van eigenbodem'. Radio Royaal kon uitzenden op 3 frequenties, 103,0 FM in België (tijdelijk simultaan uitgezonden tot het einde van de licentie in 2003), 93.2 FM in Dommelen en 93.6 FM in Eindhoven. Niet veel later werd de zendmast 93.2 FM in Dommelen verplaatst naar het stadion van EVV Eindhoven.
In augustus 2003 werd de zendvergunning verkregen voor 105.1 FM in Kinrooi. Omdat de frequentie 103.0 FM in Achel wegviel, moest de vereniging zonder winstoogmerk (vzw) Radio Royaal Regionaal op zoek naar een andere frequentie. Het Royaal van Hamont-Achel had inmiddels haar heil in het Nederlandse Valkenswaard gevonden. De Belgische tak verhuisde naar Kinrooi terwijl de Nederlandse tak was opgestart in Valkenswaard. Hoewel de connecties er wel zijn, is de zender van Royaal in Kinrooi volledig onafhankelijk van de Nederlandse Radio Royaal. De naam van de Belgische tak werd veranderd naar Royaal en was gevestigd aan de Breeërsteenweg 301 in Kinrooi. Halverwege 2008 was Royaal in België niet meer actief. De uitzendlicentie werd verhuurd aan Viva FM. Ondertussen verhuisde de studio in 2004 van de Dukaathof 3 in Valkenswaard naar de Steenhovenweg 20 in Helmond, en de naam werd veranderd naar Royaal FM.
Op 20 augustus 2007 gingen Royaal FM en Radio Decibel Brabant fuseren. De radiostations bleven allebei uitzenden via de kabel en via de ether. Royaal FM bleef te horen op FM 93.6 en Radio Decibel was vanaf dat moment te horen via de eerdere Royaal FM frequentie 93.2 FM. In 2010 vestigde Royaal FM zich in een kantorencomplex aan de Tongelreep 43 in Best. De antenne 93,6 FM stond op de Daalakkerweg in Eindhoven. Op 21 februari 2011 werd de naam Royaal FM terug veranderd naar Radio Royaal en ging een nieuwe vormgeving in. Op 7 mei 2011 werd bekend dat Radio Oranje Nationaal de frequenties van Radio Royaal over zou nemen. Op 16 mei 2011 staakte Radio Royaal de uitzendingen en viel na bijna 30 jaar het doek voor Radio Royaal, die altijd op FM in de regio Zuid-Oost Brabant te ontvangen was.

### 2013-2021
Vanaf 15 november 2013 was Radio Royaal weer te ontvangen. Ditmaal in Zuid-Holland via 99.4 FM en in Zuid-Holland op DAB+. Het radiostation was op 1 november ook begonnen met uitzendingen op DAB+ via regionale kavels in Zeeland, Noord-Brabant en Limburg. Op 4 januari 2016 zijn de commerciële radiozenders van Radio Royaal in de Randstad gestopt en werd de naam gewijzigd in Radio 8FM. De DAB+ van Radio Royaal in Zeeland, Noord-Brabant en Limburg werden ook stopgezet.
Sinds half 2017 was Radio Royaal een online themakanaal gestart en was Radio Royaal alleen nog te horen op internet. Op 15 januari 2019 maakte Radio Royaal bekend op 1 februari 2019 in de Randstad terug te keren in de ether op de frequentie 97.3 FM (Utrecht), 97.6 FM (Zuid-Holland), 98.0 FM (Noord-Holland) en 98.3 FM (Alkmaar). Radio Royaal wilde zich focussen op muziek uit Nederland. Op 1 oktober 2019 maakte Radio Royaal opnieuw bekend te stoppen met uitzenden op FM in de Randstad en DAB+ en alleen door te gaan als internetstation.
In juni 2020 veranderde het internetstation Radio Royaal het logo terug naar het eerdere logo uit 2011, maar deze keer met de vernieuwde kleuren; oranje en paars. Radio Royaal is sinds 1 januari 2021 niet meer als internetstation te beluisteren. Radio Royaal is vervangen door een nieuwe radiozender. Na bijna 40 jaar te hebben bestaan is de radiozender tot een definitief einde gekomen.